# 迪特沙伊德
迪特沙伊德是德国莱茵兰-普法尔茨州的一个市镇。总面积4.48平方公里，总人口267人，其中男性140人，女性127人（2011年12月31日），人口密度60人/平方公里。